# Гуська
Гуська — река в России, протекает по Пестовскому району Новгородской области. Устье реки находится в 156 км по левому берегу реки Молога. Длина реки составляет 16 км, площадь водосборного бассейна — 44,2 км².
На левом берегу реки стоят деревни Эваново, Гуськи и Карельское Пестово Вятского сельского поселения.

## Данные водного реестра
По данным государственного водного реестра России относится к Верхневолжскому бассейновому округу, водохозяйственный участок реки — Молога от истока и до устья, речной подбассейн реки — Реки бассейна Рыбинского водохранилища. Речной бассейн реки — (Верхняя) Волга до Куйбышевского водохранилища (без бассейна Оки).
Код объекта в государственном водном реестре — 08010200112110000006283.

## Топографическая карта
- Лист карты O-36-60 Пестово. Масштаб: 1 : 100 000. Состояние местности на 1983 год. Издание 1986 г.